# Paracanace wirthi
Paracanace wirthi är en tvåvingeart som beskrevs av Wayne N. Mathis 1997. Paracanace wirthi ingår i släktet Paracanace och familjen Canacidae.
Artens utbredningsområde är Puerto Rico. Inga underarter finns listade i Catalogue of Life.